# 갯마을 (소설)
〈갯마을〉은 1953년 12월에 발표된 대한민국 소설가 오영수(吳永壽)의 단편소설이다.

## 영화 및 드라마 리메이크 관련
- 소설이 발표된 지 15년 후인 1968년에 김수용이 감독, 신봉승이 각본과 각색을 맡아 영화화되었다.
- 1982년에는 KBS TV 문학관에서 각색하여 드라마로 제작, 방영되었다.

## 같이 보기
- 갯마을 (오영수 원작 소설을 영화화한 작품)
- 오영수